# Fuhrmannodesmus imitans
Fuhrmannodesmus imitans är en mångfotingart som beskrevs av Carl 1914. Fuhrmannodesmus imitans ingår i släktet Fuhrmannodesmus och familjen Fuhrmannodesmidae. Inga underarter finns listade i Catalogue of Life.